# 圣米凯莱-阿尔塔利亚门托
圣米凯莱-阿尔塔利亚门托（義大利語：San Michele al Tagliamento），又译为塔利亚门托河畔圣米凯莱，是意大利威尼托大区威尼斯廣域市的一个市镇。总面积112.3平方公里，人口12040人，人口密度107.2人/平方公里（2009年）。国家统计（ISTAT）代码为027034。